# Le Gros Lot de Cornembuis
Pour plus de détails, voir Fiche technique et Distribution.
Le Gros Lot de Cornembuis est un moyen métrage français réalisé par André Hugon, sorti en 1935. 

## Synopsis
Cornembuis est un sympathique clochard. Un jour, il claironne à qui veut l'entendre qu'il vient de gagner le gros lot. Cinq millions, rien de moins. Dès lors, Cornembuis se découvre plein d'amis, tous plus attentionnés les uns que les autres. Quand le véritable gagnant se présente pour encaisser la somme, on le soupçonne, on en vient presque à le faire arrêter. Mais la vérité éclate et c'est notre clochard qui, au bout du compte, finira derrière les barreaux.

## Fiche technique
- Titre original : Le Gros Lot de Cornembuis
- Réalisation : André Hugon
- Scénario et dialogues : Georges Fagot
- Décors : Robert-Jules Garnier
- Directeurs de la photographie : Marc Bujard, Georges Kostal
- Cameraman : Tahar Hannache
- Montage : Louise Mazier
- Musique,  : Jacques Janin p;,
- Ingénieur du son : Georges de Cespédès
- Société de production : : Gaumont-Franco-Film-Aubert, Les Productions André Hugon
- Pays d'origine :  France
- Société de distribution : Cinéma de France
- Format :  Noir et blanc  - Mono - 35 mm
- Genre :
- Durée : 35 minutes
- Métrage : 982 mètres
- Année de sortie : 1935

## Distribution
- Robert Goupil : Cornembuis
- Régine Paris : Madeleine
- Édouard Delmont : Bolduc
- Adrien Lamy : le sous-secrétaire d'état
- Sinoël : le vieux monsieur